# Rodrigo Astudillo Pérez
Rodrigo Astudillo Pérez (n. Santiago de Chile, 23 de mayo de 1964) es un exfutbolista y actual entrenador chileno.

## Trayectoria

### Como futbolista
Llegó a la cantera de Universidad Católica en 1980 a los 16 años y llegó a debutar en el primer equipo a los 18, formó parte de la UC hasta 1989 donde llegó a ganar 2 títulos nacionales, una Copa Chile y la Copa República.
Luego formó parte de Huachipato durante 5 años, para después en 1995 recalar en Universidad de Concepción y retirarse esa misma temporada a los 31 años.

### Como entrenador
En 1995 llega al fútbol formativo de Universidad Católica para después ser enviado a hacer un curso de técnico a Alemania.
Luego, dirigió diversas divisiones, donde obtuvo cinco títulos nacionales (Sub-12, Sub-14, Sub-15, Sub-17 y Sub-20), además se consagró a nivel internacional, consiguiendo el primer lugar en torneos disputados en Gales, Ciudad de México y Monterrey, todos con la Sub-17.
Se mantuvo como técnico de varias divisiones inferiores hasta 2008 donde llega a ser jefe técnico del fútbol formativo del club.
En 2013 es ratificado como nuevo técnico del primer equipo en reemplazo de Martín Lasarte.

## Clubes

### Como futbolista
| Club                      | País  | Año       |
| ------------------------- | ----- | --------- |
| Universidad Católica      | Chile | 1982-1989 |
| Huachipato                | Chile | 1989-1994 |
| Universidad de Concepción | Chile | 1995      |

### Como entrenador
| Club                 | País  | Año       | PD | PG | PE | PP | Efectividad |
| -------------------- | ----- | --------- | -- | -- | -- | -- | ----------- |
| Universidad Católica | Chile | 2013-2014 | 19 | 10 | 3  | 6  | 57.89%      |

PD = Partidos dirigidos; PG = Partidos ganados;  PE = Partidos empatados; PP = Partidos perdidos

## Palmarés

### Como jugador

#### Campeonatos nacionales
| Título           | Equipo                    | País  | Año  |
| ---------------- | ------------------------- | ----- | ---- |
| Copa Chile       | C.D. Universidad Católica | Chile | 1983 |
| Copa República   | C.D. Universidad Católica | Chile | 1984 |
| Primera División | C.D. Universidad Católica | Chile | 1984 |
| Primera División | C.D. Universidad Católica | Chile | 1987 |